# Lys rouge (revue)
Pour les articles homonymes, voir Lys rouge.
Lys rouge est une revue monarchiste française. Elle est fondée à la Libération en tant qu’organe du Mouvement socialiste monarchiste, puis est recréée en 1976 par la Nouvelle Action française (devenue ensuite Nouvelle Action royaliste). Son dernier numéro paraît en 2006. 

## Historique
Le premier Lys rouge paraît dans les années 1945-1946 comme organe du Mouvement socialiste monarchiste, animé par Jean-Marc Bourquin. 
Le deuxième, à l’existence plus éphémère, est créé dans les années 1970 par un groupe de jeunes royalistes en rupture de ban avec l'Action française. Ils ne font paraître que trois numéros.
Enfin, en novembre 1976, paraît le premier numéro du nouveau Lys rouge, l’une des publications éditées par la Nouvelle Action française (NAF), renommée Nouvelle Action royaliste (NAR) deux ans plus tard. Le directeur de publication est Yvan Aumont et son rédacteur en chef Jean-Philippe Chauvin. Après trente années d'existence, la revue cesse de paraître en 2006.

## Contenu
De 1976 à 2006, la revue se consacre pour l’essentiel à l'histoire du royalisme français, à l’action des monarchistes dans les autres pays et à des débats autour des prises de position politiques du mouvement Nouvelle Action royaliste.

## Sources
- Patrick Louis, Histoire des royalistes de la Libération à nos jours, Jacques Grancher, 1994, 224 p.  (ISBN 2-7339-04450).
- Bertrand Renouvin, Le Royalisme, histoire et actualité, Economica, Paris, 1997.
- Philippe Vilgier, Le Lys rouge et les royalistes à la Libération, Camelot et Joyeuse Garde, Paris, 1994.
- Jean-Philippe Chauvin, « Les trois lys » in Revue Lys rouge numéro 49, 3e trimestre 2001 (numérisé sur le site Archives royalistes).